# Клевеит
Клевеит — разновидность уранинита, содержащая редкоземельные элементы; состоит из оксида урана, оксидов свинца, тория, и других редкоземельных элементов. Не является самостоятельным отдельным минеральным видом. Встречается в полевом шпате близ Арендаля в Норвегии.
В 1895 году Рамзай и Клеве открыли в этом минерале теллурический гелий.  Газ (гелий), извлеченный из минерала дал четкую линию в эмиссионном спектре вблизи 588 нм. Гелий образуется в результате альфа-распада радиоактивных химических элементов. Эту же линию впервые обнаружили в спектре солнечной хромосферы в 1868 году Жансен и Локьер.